# Kanthal

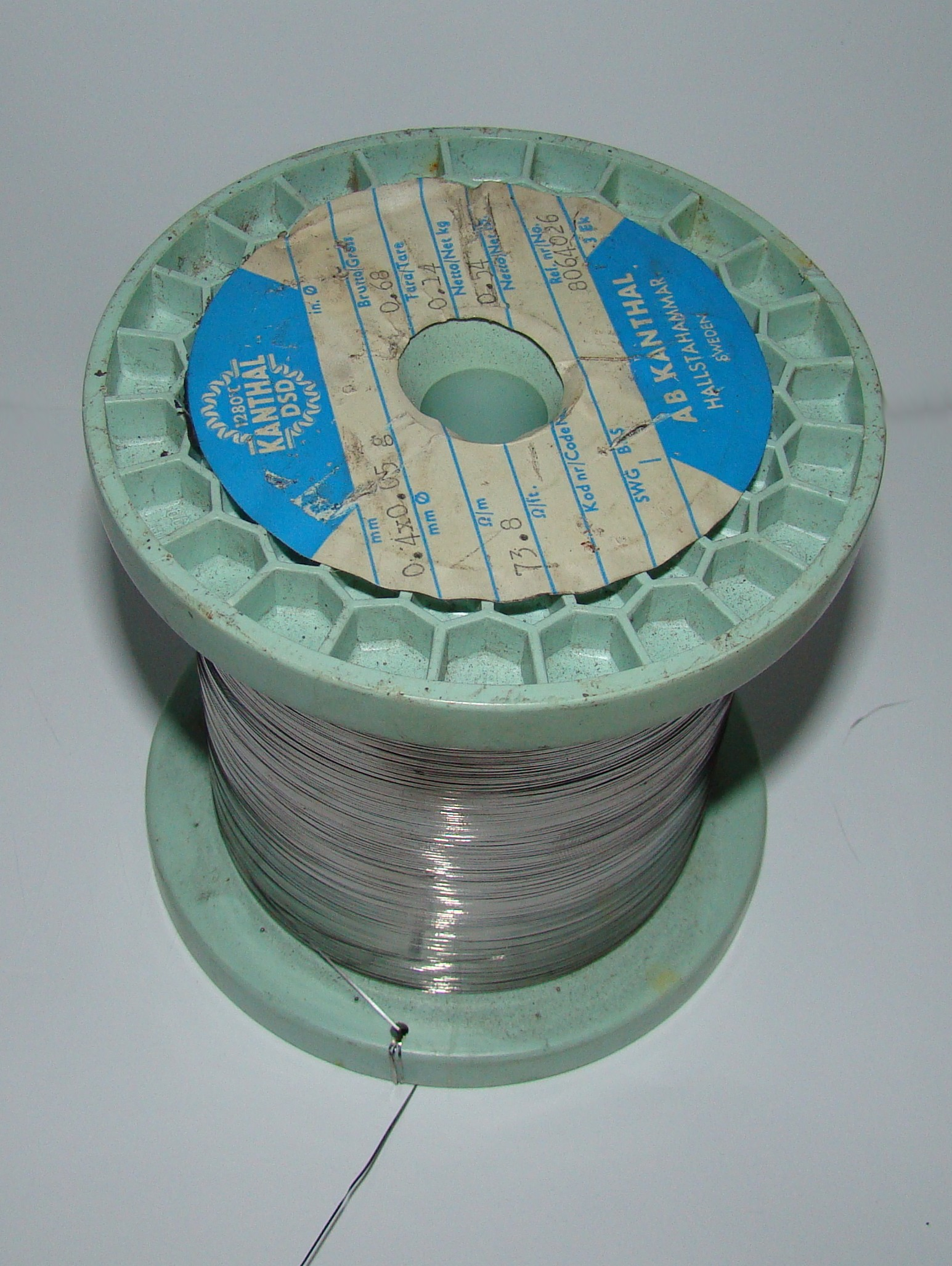
Odporový drát na cívce

Kanthal je registrovaná ochranná známka slitiny železa obsahující chrom (20–30 %), hliník (4–7,5 %) a stopové množství kobaltu. Kanthal vznikl náhodou, ale dále jej vyvíjel Hans von Kantzow ve švédském Hallstahammaru. Označení „Kanthal“ je složeno z jmen Kantzow a Hallstahammar. V roce 1931 vznikla společnost AB Kanthal zabývající se výrobou slitiny. V současnosti patří skupině Sandvik. V minulosti se pro tyto slitiny používal i název Fechral, které je zkratkou z chemického složení Fe-Cr-Al. 
Slitina je známá svou vysokou odolností teplotám a má velký měrný elektrický odpor. Proto je často využívána v přístrojích a strojích, kde je potřeba přeměnit elektrickou energii na teplo, zejména tam, kde jsou požadovány vyšší teploty tání než mají ostatní materiály, jako například slitina Nichrom (pozn.: který má teplotu tání 1400 °C).
Častým využitím odporových drátů z Kanthalu jsou kuchyňské spotřebiče jako toustovače, žehličky, vysoušeče vlasů. V průmyslu se uplatňuje například v laboratorních a průmyslových pecích.
Dále se využívá jako cívka do elektronických cigaret (atomizér).
Měrný odpor kanthalu bývá, v závislosti na přesném složení, kolem 1,4 μΩ.m a teplotní součinitel +49 ppm/K.
| Název FeCrAl slitiny | Max. teplota | Měrný odpor |
| -------------------- | ------------ | ----------- |
| Kanthal APM          | 1425 °C      | 1,45 μΩ.m   |
| Kanthal A-1          | 1400 °C      | 1,45 μΩ.m   |
| Kanthal AF           | 1300 °C      | 1,39 μΩ.m   |
| Kanthal D            | 1300 °C      | 1,35 μΩ.m   |
| Alkrothal            | 1100 °C      | 1,25 μΩ.m   |

| Název NiCr slitiny | Max. teplota | Měrný odpor |
| ------------------ | ------------ | ----------- |
| Nikrothal 80       | 1200 °C      | 1,09 μΩ.m   |
| Nikrothal 70       | 1250 °C      | 1,18 μΩ.m   |
| Nikrothal 60       | 1150 °C      | 1,11 μΩ.m   |
| Nikrothal 40       | 1100 °C      | 1,04 μΩ.m   |

Praktická poznámka: Měrný odpor v μΩ.m je shodný s odporem drátu o průřezu 1 mm² a délce 1 m vyjádřeném v ohmech.